# Veselé paničky windsorské
Veselé paničky windsorské (anglicky The Merry Wives of Windsor) je divadelní komedie o pěti dějstvích, jejímž autorem je renesanční dramatik anglického původu William Shakespeare. Do češtiny hru přeložili Erik Adolf Saudek, Martin Hilský a Jiří Josek.

## O díle
Vznik komedie ze Shakespearova středního období je zajímavý už jen tím, že se o něj údajně zasloužila sama královna Alžběta I., která si přála vidět Falstaffa, komickou postavu prostopášného šlechtice z historických her o Jindřichovi IV., v roli zamilovaného. Hra byla napsána a její inscenace připravena k příležitosti udílení Podvazkového řádu na královském letním sídle Windsoru v květnu 1597. Traduje se, že autor měl na tvorbu komedie jen čtrnáct dní[zdroj?] a že současně pracoval na druhém dílu Jindřicha IV., odkud převzal některé postavy pro Veselé paničky windsorské. Královna se měla účastnit premiéry, proto hra obsahovala v textu i poklony pro Alžbětu, ta ale nakonec nedorazila. Komedie prodělávala drobné úpravy při změnách obecenstva a existuje i několik písemných verzí různého rázu (tak je tomu i u dalších Shakespearových her, například Zkrocení zlé ženy) z doby 1597–1601.
Veselohra je umístěna do Shakespearovy současnosti, ačkoliv děj her o Jindřichovi IV., kde jinak Falstaff vystupuje, se odehrává o zhruba dvě stě let dříve, a městečka Windsor nedaleko Londýna, což je spíše výjimečné. Vystupují zde obyčejní měšťané, jejich sloužící i zchudlí šlechtici, žádný velmož nebo významný šlechtic. Svou pointou a některými příhodami hra připomíná zábavné středověké historky o tom, jak potrestat někoho, kdo se chová namyšleně a chce odloudit ženu jinému. Přitom nikomu nehrozí poprava, ale veřejná ostuda a zesměšnění.
Dílo zahrnuje mnohé aktuální narážky a komediální atmosféru.

## Postavy
Každý překlad obsahuje některá jména pozměněna, a tedy se s těmito nemusí shodovat. Následující jsou použita dle překladu Martina Hilského:
- Pažout George, windsorský měšťan
- Paní Pažoutová Margareta, jeho žena
- Anička Pažoutová, jejich dcera
- William Pažout, jejich syn
- Brouzdal Francis, windsorský měšťan
- Paní Brouzdalová Alice, jeho žena
- Evans Hugo, velšský farář
- Cajus, francouzský lékař
- Paní Čiperná, hospodyně doktora Cajuse
- Rugby John, sluha doktora Cajuse
- Hospodský z hostince U Podvazku
- Fenton, mladý pán
- Falstaff Jan, rytíř
- Robin, páže rytíře Falstaffa
- Bardolf, kumpán rytíře Falstaffa
- Štíp, kumpán rytíře Falstaffa
- Pistol, kumpán rytíře Fastaffa
- Bloumal Robert, venkovský smírčí soudce
- Tintítko Abraham, synovec pana Bloumala
- Blboun Petr, sluha pana Tintítka

## Děj

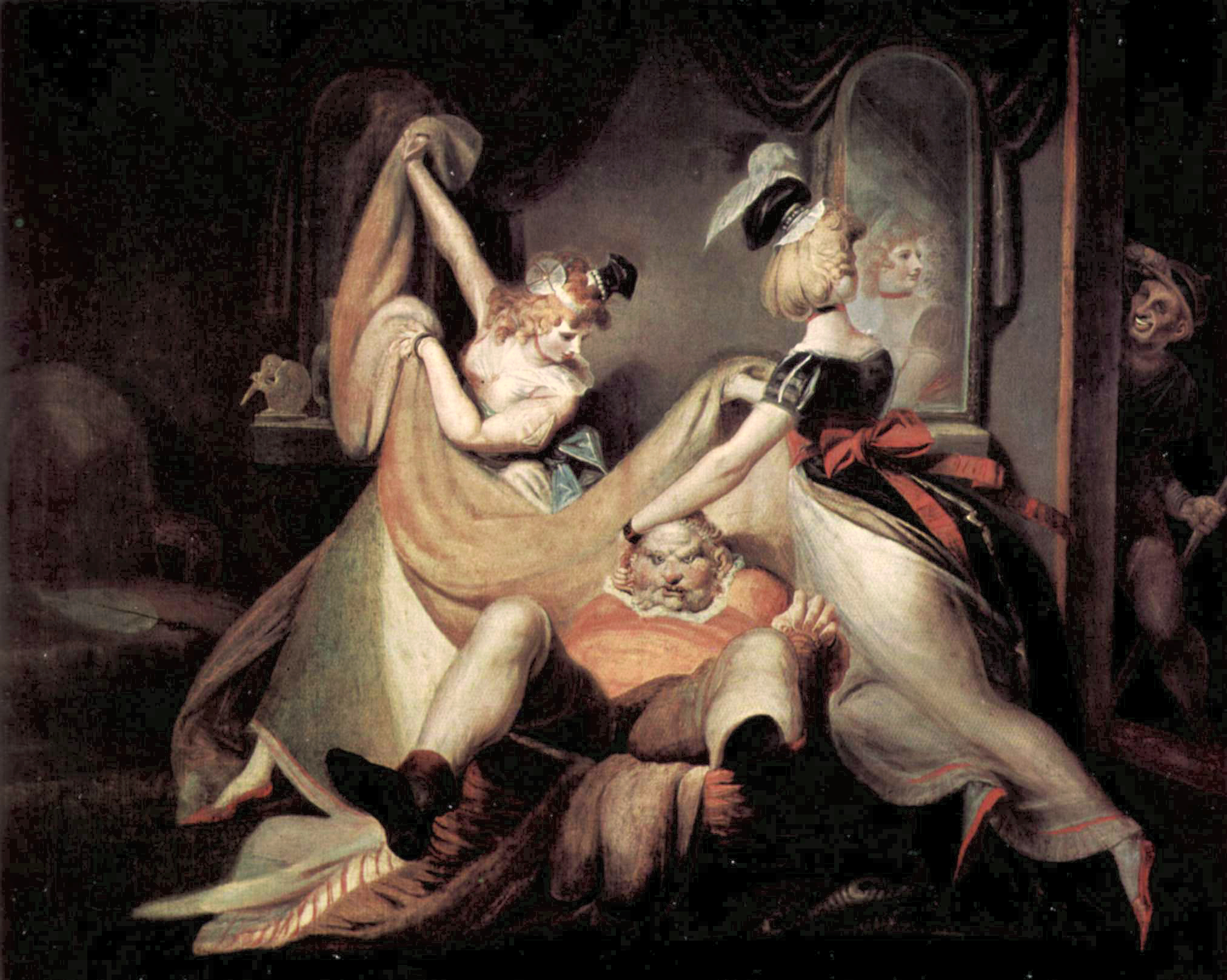
Henry Fuseli: "Falstaff v koši na prádlo", 1792

Rytíř Jan Falstaff, starý záletník, poslal dva totožné milostné dopisy paní Brouzdalové a paní Pažoutové. Obě měšťanky jsou dobrými přítelkyněmi, a tak se dohodnou na pomstě, aby ztrestaly Falstaffa. Jeho bývalí posluhovači však povědí o milostných dopisech jejich manželům.
Pan Brouzdal se setká s Falstaffem v přestrojení a pod jménem Břídil. Falstaff mu vypráví o tom, že stráví noc s jeho manželkou. Paní Brouzdalová spolu se svou přítelkyní paní Pažoutovou pošle Falstaffovi vzkaz, že ho miluje. Při první schůzce ho pak schovají před manželem do koše se špinavým prádlem a sluhové následně koš hodí i s rytířem do řeky. Pan Brouzdal tak neodhalí nevěru své ženy a je zesměšněn. Falstaff se později opět před přestrojeným panem Brouzdalem vychloubá, jak od jeho paničky rafinovaně uprchl schovaný mezi prádlem.
Při své druhé schůzce s windsorskými paničkami je Falstaff potupně zesměšněn. Když se vrátí pan Brouzdal, který tentokrát dobře překontroluje koš s prádlem, je rytíř převlečen za starou tetu z Brainfordu, kterou pan Brouzdal zbije a vyžene, jelikož onu starou dámu nechová v lásce. Později se opět Brouzdal setkává se záletným rytířem a ten mu vypráví, jak od jeho manželky uprchl v převleku.
Při třetí schůzce se paní Brouzdalová s rytířem setká v lese. Falstaff se měl na schůzku převléci za Hernova ducha. Když spolu rozmlouvají, objeví se zde skřítci, elfové, rarášci se svíčkami, kterými rytíře „připalují“, což podle legendy vypovídá o jeho nedobrém srdci. Nakonec pan Brouzdal zjišťuje skutečnou pravdu o své „nevěrné“ ženě a omluví se ji za svou zbytečnou žárlivost.
Na závěr vyvrcholí i vedlejší linie. Manželé Pažoutovi totiž chtěli provdat svou dceru Aničku. Pan Pažout ji chtěl provdat za Abrahama Tintítka, synovce zdejšího smírčího soudce, ale paní Pažoutová ji chtěla dát francouzskému doktoru Cajusovi. Anička ale byla zamilovaná do mladého šlechtice Fentona. Pan a paní Pažoutovi každý sám za sebe plánovali, že určený nápadník Aničku ten večer unese a ožení se s ní. Anička ale utekla s Fentonem a provdala se za něj.

## Filmové adaptace
- 1952 The Merry Wives of Windsor Anglický televizní film. Režie: Julian Amyes, hrají: Robert Atkins, Mary Kerridge.
- 1970 The Merry Wives of Windsor Anglický televizní film. Režie: Jack Manning, hrají: Gloria Grahame, Gloria Grahame.
- 1982 The Merry Wives of Windsor Anglický televizní film. Režie: David Hugh Jones, hrají: Richard O'Callaghan, Bryan Marshall, Richard Griffiths, Nigel Terry, Ben Kingsley.